# Mitglieder der Württembergischen Landstände 1819 bis 1825
Diese Liste umfasst die Mitglieder der Württembergischen Landstände des Königreichs Württemberg in der Wahlperiode 1819 bis 1825.
Während dieser Wahlperiode tagte der 1. ordentliche Landtag vom 15. Januar 1820 bis zum 26. Juni 1821 und der 2. ordentliche Landtag vom 1. Dezember 1823 bis zum 19. Juli 1824.

## Das Präsidium der Ersten Kammer (Kammer der Standesherren)
Präsident: Fürst August zu Hohenlohe-Öhringen 

Vizepräsident: Fürst Franz von Waldburg zu Zeil und Trauchburg

## Die Mitglieder der Ersten Kammer

### Prinzen des Hauses Württemberg
- Königlicher Prinz Paul von Württemberg
- Herzog Adam von Württemberg
- Herzog Eugen I.  von Württemberg  war nie persönlich anwesend
- Herzog Eugen II.  von Württemberg  war nie persönlich anwesend
- Herzog Paul Wilhelm von Württemberg
- Herzog Wilhelm von Württemberg
- Herzog Ferdinand von Württemberg  war nie persönlich anwesend
- Herzog Alexander Friedrich Karl von Württemberg
- Herzog Heinrich von Württemberg

### Standesherren (Fürsten)
- Fürst Karl Egon II. zu Fürstenberg
- Fürst Georg Ludwig Moritz zu Hohenlohe-Kirchberg
- Fürst Karl  Ludwig zu Hohenlohe-Langenburg,  vertreten durch seinen Sohn  Ernst zu Hohenlohe-Langenburg
- Fürst Karl Albrecht III. zu Hohenlohe-Waldenburg-Schillingsfürst
- Fürst August zu Hohenlohe-Öhringen
- Fürst Karl August zu Hohenlohe-Waldenburg-Bartenstein
- Fürst Karl zu Hohenlohe-Jagstberg war nie persönlich anwesend
- Fürst Ludwig zu Oettingen-Wallerstein, gefolgt 1823 von seinem Bruder Friedrich zu Oettingen-Wallerstein
- Fürst Karl Alexander von Thurn und Taxis
- Fürst Karl Thomas Albrecht Ludwig zu Löwenstein-Wertheim-Rosenberg war nie persönlich anwesend
- Fürst Alois III. zu Oettingen-Spielberg
- Fürst Franz Wilhelm zu Salm-Reifferscheidt-Krautheim
- Fürst Leopold von Waldburg zu Zeil und Wurzach war in dieser Wahlperiode nie persönlich anwesend
- Fürst Franz von Waldburg zu Zeil und Trauchburg
- Fürst Joseph Anton von Waldburg zu Wolfegg und Waldsee war nie persönlich anwesend
- Fürst Franz Joseph von  Dietrichstein zu Nikolsburg war nie persönlich anwesend
- Fürst Ferdinand zu Solms-Braunfels
- Fürst Rudolf von Colloredo-Mannsfeld
- Fürst Clemens von Metternich-Winneburg und Ochsenhausen
- Fürst von Windisch-Graetz; dessen Stimme ruhte
- Fürst Georg zu Löwenstein-Wertheim-Freudenberg

### Standesherren (Grafen)
- Graf Franz von Königsegg-Aulendorf
- Graf Karl zu Erbach-Wartenberg-Roth
- Graf Friedrich Karl Waldbott von Bassenheim war nie persönlich anwesend
- Graf Josef August von Törring-Gutenzell war nie persönlich anwesend
- Graf Wilhelm von Quadt zu Wykradt und Isny
- Graf von Plettenberg-Mietingen; dessen Stimme ruhte
- Graf Richard von Schaesberg-Thannheim

### Standesherrliche Gemeinschaften
- Grafschaft Löwenstein, vertreten durch Fürst Georg zu Löwenstein-Wertheim-Freudenberg
- Grafschaft Limpurg-Obersontheim, vertreten durch Fürst Georg zu Löwenstein-Wertheim-Freudenberg
- Grafschaft Limpurg-Gaildorf-Solms-Assenheim, vertreten durch Graf Georg von Waldeck-Pyrmont
- Grafschaft Limpurg-Gaildorf, vertreten durch  Karl Friedrich von Pückler-Limpurg
- Grafschaft Schussenried und Weißenau, vertreten durch  Graf Franz von Sternberg-Manderscheid, der aber nie persönlich anwesend war

### Erblich ernannte Mitglieder
- Graf Philipp von Stadion-Warthausen (†  1824)
- Graf  Aloys von Rechberg und Rothenlöwen zu Hohenrechberg
- Graf Adam Albert  von Neipperg

### Auf Lebenszeit ernannte Mitglieder
- Graf Friedrich Wilhelm von Bismarck
- Graf Friedrich von Franquemont
- Freiherr Ernst Eugen von Hügel
- Freiherr Eugen von Maucler
- Benjamin Ferdinand von Mohl
- Graf Karl von Reischach-Riet
- Graf Clemens von Salm-Reifferscheidt-Krautheim
- Freiherr Philipp Moritz von Schmitz-Grollenburg
- Ferdinand Varnbüler von und zu Hemmingen
- Graf Ferdinand Ludwig von Zeppelin

## Das Präsidium der Zweiten Kammer  (Kammer der Abgeordneten)
Alterspräsident: Josef Anton Rhomberg 

Präsident: Dr. Jakob Friedrich Weishaar 

Vizepräsident: Christian Jakob Zahn

## Die 23 bevorrechtigten Mitglieder der Zweiten Kammer

### Vertreter der Ritterschaft des Neckarkreises
- Freiherr Ludwig von Gaisberg-Schöckingen
- Freiherr Karl Ludwig Dietrich von Gemmingen-Fürfeld
- Freiherr Ferdinand von Sturmfeder

### Vertreter der Ritterschaft des Jagstkreises
- Clemens Graf Adelmann von Adelmannsfelden
- Freiherr Karl Gottfried Wilhelm von Ellrichshausen
- Freiherr Karl von Werneck

### Vertreter der Ritterschaft des Schwarzwaldkreises
- Freiherr Johann Friedrich Cotta von Cottendorf
- Freiherr Maximilian von Ow
- Karl von Varnbüler

### Vertreter der Ritterschaft des Donaukreises
- Freiherr Jonathan von Palm
- Freiherr Franz Leopold von Stain zum Rechtenstein
- Freiherr Maximilian Gebhard von Ulm-Erbach-Mittelbiberach
- Freiherr Franz Xaver von Welden

### Vertreter der evangelischen Landeskirche
- Generalsuperintendent von Heilbronn: Georg Heinrich von Müller († 1820), gefolgt von David Bernhard  von Sartorius bis 1821, gefolgt von Jakob Friedrich von Märklin
- Generalsuperintendent von Ludwigsburg seit 1823: Sixt Jakob von Kapff
- Generalsuperintendent von Öhringen, seit 1823 von Urach bzw. von Reutlingen: Jakob Friedrich von Abel
- Generalsuperintendent von Maulbronn, seit 1823 von Hall: Wilhelm Heinrich Gottfried von Dapp
- Generalsuperintendent von Tübingen: Johann Friedrich von Gaab
- Generalsuperintendent von Ulm: Johann Christoph von Schmid

### Vertreter der römisch-katholischen Kirche
- Generalvikar von Rottenburg: Johann Baptist von Keller
- Generalvikariatsrat von Rottenburg: Franz Alois von Wagner
- Dienstältester katholischer Dekan: Johann Nepomuk Vanotti

### Kanzler der Universität Tübingen
- Ferdinand von Autenrieth

## Die 70 gewählten Abgeordneten der Zweiten Kammer

### Die Abgeordneten der sieben „guten Städte“
| Stadt       | Name                                                                                    |
| ----------- | --------------------------------------------------------------------------------------- |
| Stuttgart   | Dr. Jakob Friedrich Weishaar                                                            |
| Tübingen    | Dr. Ludwig Uhland                                                                       |
| Ludwigsburg | Heinrich Preyß                                                                          |
| Ellwangen   | Josef Alois Zimmerle                                                                    |
| Ulm         | Johann Ludwig Kiderlen                                                                  |
| Heilbronn   | Benjamin Friedrich Haakh (legte sein Mandat 1820 nieder)                                |
| Heilbronn   | August Schreiber (trat 1821 in die Kammer ein und legte sein Mandat 1823 wieder nieder) |
| Heilbronn   | Gottlieb Link                                                                           |
| Reutlingen  | Johann Ludwig Wunderlich († 1820)                                                       |
| Reutlingen  | Friedrich List (wurde 1821 aus der Kammer ausgeschlossen)                               |
| Reutlingen  | Sixt Jakob Finkh                                                                        |

### Die Abgeordneten der Oberämter desNeckarkreises
| Oberamt           | Name                                                 |
| ----------------- | ---------------------------------------------------- |
| Backnang          | Karl Friedrich Enslin                                |
| Besigheim         | Johann Christoph Krauss                              |
| Böblingen         | Dr. Albert Schott (legte 1823 sein Mandat nieder)    |
| Böblingen         | Christian Friedrich Kayser                           |
| Brackenheim       | Johannes Koch                                        |
| Cannstatt         | Georg Friedrich Weckherlin                           |
| Esslingen         | Joseph von Theobald                                  |
| Heilbronn (Amt)   | Johann Christoph Ludwig                              |
| Leonberg          | Gottlieb Wilhelm Hoffmann                            |
| Ludwigsburg (Amt) | Friedrich Schönleber (legte 1821 sein Mandat nieder) |
| Ludwigsburg (Amt) | Christian Weihenmajer                                |
| Marbach           | Ludwig Otto Gmelin                                   |
| Maulbronn         | Dr. Friedrich Ludwig Lang                            |
| Neckarsulm        | Ludwig Friedrich John                                |
| Stuttgart (Amt)   | Dr. Ludwig Friedrich Griesinger                      |
| Vaihingen         | Christian Ferdinand Löbert                           |
| Waiblingen        | Johann Daniel Currlen                                |
| Weinsberg         | Dr. Karl Heinrich Fetzer                             |

### Die Abgeordneten der Oberämter desJagstkreises
| Oberamt         | Name                                                   |
| --------------- | ------------------------------------------------------ |
| Aalen           | Johannes König                                         |
| Crailsheim      | Heinrich Ernst Ferdinand Bolley                        |
| Ellwangen (Amt) | Michael Waizmann (legte sein Mandat 1821 nieder)       |
| Ellwangen (Amt) | Leopold Albert Stehle                                  |
| Gaildorf        | Christian Ludwig Traub                                 |
| Gerabronn       | Wilhelm Friedrich Löhrl                                |
| Gmünd           | Dr. Johann Georg Mühleisen                             |
| Hall            | Andreas Jakob Valentin Majer                           |
| Heidenheim      | Friedrich Karl Essich                                  |
| Künzelsau       | Karl Julius Weber                                      |
| Mergentheim     | Karl Adam Taglieber (legte sein Mandat 1821 nieder)    |
| Mergentheim     | Sixt Eberhard Kapff                                    |
| Neresheim       | Bernhard Ovelog                                        |
| Öhringen        | Heinrich Kessler                                       |
| Schorndorf      | Christian Veil                                         |
| Welzheim        | Immanuel Gottlieb Nast (legte sein Mandat 1821 nieder) |
| Welzheim        | Ferdinand von Pistorius                                |

### Die Abgeordneten der Oberämter desSchwarzwaldkreises
| Oberamt        | Name                                |
| -------------- | ----------------------------------- |
| Balingen       | Johann Georg Hartmann               |
| Calw           | Dr. Christian Jakob Zahn            |
| Freudenstadt   | Dr. Friedrich Gmelin                |
| Herrenberg     | Christian Friedrich Ruoff           |
| Horb           | Georg Balthasar Kurz                |
| Nagold         | Bartholomäus Reichart               |
| Neuenbürg      | Johann Gottlob Christoph von Seeger |
| Nürtingen      | Friedrich Wilhelm Fischer           |
| Oberndorf      | Anton Jeggle                        |
| Reutlingen     | Wilhelm Christian Steeb             |
| Rottenburg     | Damian Mosthaf                      |
| Rottweil       | Andreas Burkhard                    |
| Spaichingen    | Wilhelm Friedrich Wehrle            |
| Sulz           | Wilhelm Krehl                       |
| Tübingen (Amt) | Titus Etter                         |
| Tuttlingen     | Karl Beckh                          |
| Urach          | Johann Philipp Rau                  |

### Die Abgeordneten der Oberämter desDonaukreises
| Oberamt    | Name                                                    |
| ---------- | ------------------------------------------------------- |
| Biberach   | Christian Gottfried Schmidlin (im 1. Landtag)           |
| Biberach   | Christian Friedrich Tritschler (im 2. Landtag)          |
| Blaubeuren | Abraham Ott                                             |
| Ehingen    | Josef Vogt                                              |
| Geislingen | Johann Georg Thierer                                    |
| Göppingen  | Dr. Willibald Feuerlein                                 |
| Kirchheim  | Johann Friedrich Widenmann                              |
| Leutkirch  | Karl Konrad Bleyer                                      |
| Münsingen  | Heinrich Wilhelm Karl Erhardt                           |
| Ravensburg | Josef Anton Rhomberg                                    |
| Riedlingen | Franz Xaver Bollstetter                                 |
| Saulgau    | Jakob Hosp († 1821)                                     |
| Saulgau    | Kasimir Widmann                                         |
| Tettnang   | Josef Pfanner († 1823)                                  |
| Tettnang   | Johann Nepomuk Neubrand                                 |
| Ulm        | Karl Wagner                                             |
| Waldsee    | Franz Xaver Steinhauser (legte sein Mandat 1821 nieder) |
| Waldsee    | Andreas Sailer                                          |
| Wangen     | Karl Gottlieb Eberhard Paulus                           |
| Wiblingen  | Leopold Bolter                                          |